# Searsmont
Searsmont és una població dels Estats Units a l'estat de Maine (EUA). Segons el cens del 2000 tenia 1.174 habitants.

## Demografia
Segons el cens del 2000, Searsmont tenia 1.174 habitants, 478 habitatges, i 319 famílies. La densitat de població era de 12 habitants/km².
Dels 478 habitatges en un 29,9% hi vivien nens de menys de 18 anys, en un 54,8% hi vivien parelles casades, en un 8,2% dones solteres, i en un 33,1% no eren unitats familiars. En el 23,8% dels habitatges hi vivien persones soles el 6,5% de les quals corresponia a persones de 65 anys o més que vivien soles. El nombre mitjà de persones vivint en cada habitatge era de 2,46 i el nombre mitjà de persones que vivien en cada família era de 2,91.
Per edats la població es repartia de la següent manera: un 24,9% tenia menys de 18 anys, un 6,1% entre 18 i 24, un 31,9% entre 25 i 44, un 26,3% de 45 a 60 i un 10,7% 65 anys o més.
L'edat mediana era de 38 anys. Per cada 100 dones de 18 o més anys hi havia 97,8 homes.
La renda mediana per habitatge era de 36.708 $ i la renda mediana per família de 40.000 $. Els homes tenien una renda mediana de 28.088 $ mentre que les dones 24.750 $. La renda per capita de la població era de 18.118 $. Entorn del 7% de les famílies i el 8,4% de la població estaven per davall del llindar de pobresa.